# Arytaina variabilis
Arytaina variabilis är en insektsart som beskrevs av Crawford 1917. Arytaina variabilis ingår i släktet Arytaina och familjen rundbladloppor. Inga underarter finns listade i Catalogue of Life.